# 瑞士紅點鮭
瑞士紅點鮭，為輻鰭魚綱鮭形目鮭科的其中一種，分布於歐洲德國、奧地利、瑞士及義大利淡水流域，體長可達75公分，棲息在高山冰河湖底中層水域，以甲殼類、昆蟲為食，生活習性不明。

## 擴展閱讀
維基物種上的相關：瑞士紅點鮭